# Droga wojewódzka nr 133
Droga wojewódzka nr 133 (DW133) – droga wojewódzka klasy G w województwie  wielkopolskim. Biegnąca przez Puszczę Notecką trasa łączy Chełst przez Sieraków z Chrzypskiem Wielkim. Droga na odcinku ośmiu kilometrów przez Puszczę Notecką na północ od Sierakowa jest gruntowa i dostępna dla pojazdów o odpowiedniej dzielności w terenie. Jest to najdłuższy ciągły odcinek o nawierzchni gruntowej drogi wojewódzkiej w Polsce.

## Historia numeracji
Droga otrzymała numer 133 w 2002 lub 2003 roku. Nieznane jest wcześniejsze oznaczenie trasy – na mapach i atlasach samochodowych drogę oznaczano jako lokalną (lub jako „drogę inną”), której fragmenty nie występowały w niektórych ze starszych opracowań.

## Dopuszczalny nacisk na oś
Od 13 marca 2021 roku na drodze dozwolony jest ruch pojazdów o nacisku pojedynczej osi napędowej do 11,5 tony, z wyłączeniem:
- określonych odcinków[5] oznaczonych znakiem zakazu B-19
- fragmentu o nieutwardzonej nawierzchni – mogą poruszać się po nim pojazdy o maksymalnym nacisku na oś nie przekraczającym 8 ton[6]

## Miejscowości leżące przy trasie
- Chełst
- Kamiennik
- Kwiejce
- Nowe Kwiejce
- Borzysko-Młyn
- Sieraków
- Ryżyn
- Chrzypsko Wielkie